# Fronteira Alemanha–Bélgica
A fronteira entre a Alemanha e a Bélgica, num total de 164 km, comporta o segmento maior e principal e mais cinco enclaves criados pela Vennbahn, a ferrovia belga que passa por pontos (enclaves) no território alemão. Esta fronteira se estende a leste da Bélgica, separando o país do território da Alemanha. Passa nas proximidades do Monte Bertrange, tem seu limite norte na tríplice fronteira dos dois países com os Países Baixos (próximo a Aachen, Alemanha) e no sul vai até outra fronteira tríplice, agora com o Luxemburgo.